# Tin Široki
Tin Široki (Zagabria, 29 aprile 1987) è un ex sciatore alpino croato.

## Biografia
Originario di Zagabria e attivo in gare FIS dal novembre del 2002, Široki esordì in Coppa Europa il 9 gennaio 2005 a Bad Kleinkirchheim in discesa libera (58º, suo miglior piazzamento nel circuito), ai Giochi olimpici invernali a Torino 2006, sua unica presenza olimpica, dove si classificò 26º nella combinata,  ai Campionati mondiali a Åre 2007, dove si piazzò 48º nella discesa libera, 52º nel supergigante e non completò la supercombinata, e in Coppa del Mondo il 27 gennaio 2008 a Chamonix in combinata (37º).
Ai Mondiali di Val-d'Isère 2009 fu 23º nella discesa libera, 37º nello slalom gigante, 14º nella supercombinata e non completò il supergigante e lo slalom speciale; nel 2011 ottenne il miglior piazzamento in Coppa del Mondo, nella combinata dell'Hahnenkamm di Kitzbühel del 23 gennaio (13º), e prese parte ai Mondiali di Garmisch-Partenkirchen, sua ultima presenza iridata, dove si classificò 18º nella supercombinata e non completò la discesa libera, il supergigante e lo slalom gigante.
Prese per l'ultima volta il via in Coppa del Mondo il 12 febbraio 2012 a Soči Krasnaja Poljana in supercombinata, senza terminare la prova, e si ritirò durante quella stessa stagione 2011-2012; la sua ultima gara in carriera fu lo slalom speciale dei Campionati sloveni juniores 2012, disputato il 25 febbraio a Krvavec e non completato da Široki.

## Palmarès

### Coppa del Mondo
- Miglior piazzamento in classifica generale: 147º nel 2012

### Nor-Am Cup
- Miglior piazzamento in classifica generale: 33º nel 2008
- 1 podio:
  - 1 terzo posto

### Campionati croati
- 3 medaglie:
  - 3 bronzi (slalom speciale nel 2003; supergigante, slalom gigante nel 2008)